# Richard John Terrile
Richard John Terrile (* 22. März 1951 in New York City) ist ein US-amerikanischer Astronom.
Er arbeitet am Jet Propulsion Laboratory der NASA, und zwar im Voyager-Programm. In diesem Zusammenhang wurde er zum Entdecker mehrerer Monde des Saturn, des Uranus und des Neptun.
Zwei Versuche, sich bei der NASA als Astronaut zu bewerben, scheiterten jedoch.
| Personendaten    | Personendaten              |
| ---------------- | -------------------------- |
| NAME             | Terrile, Richard John      |
| KURZBESCHREIBUNG | US-amerikanischer Astronom |
| GEBURTSDATUM     | 22. März 1951              |
| GEBURTSORT       | New York City              |